# Carlos Wiedner

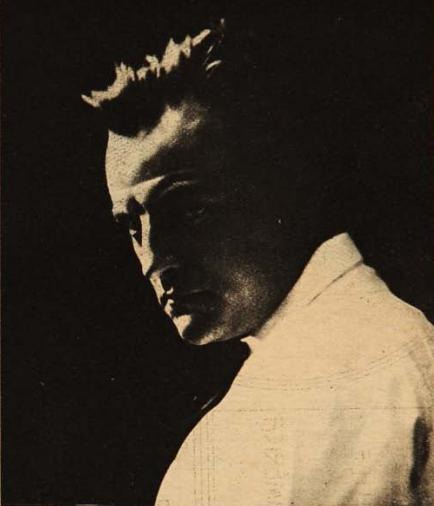
Carlos Wiedner.

Carlos Wiedner fue un litógrafo y caricaturista alemán que trabajó en Chile y Argentina.
El litógrafo alemán Carlos Wiedner trabajaba en Buenos Aires cuando supo que el semanario chileno Sucesos, editado en Valparaíso, ofrecía un puesto de caricaturista. Fue a punta de engaño que logró incorporarse al equipo artístico de la revista porteña, como él mismo confesara a su colega Jorge Délano "Coke": "Tenía vivos deseos de venir a Chile y envié como muestra a Sucesos nada menos que un dibujo original de Alonso (uno de los dibujantes más notables sudamericanos). Con toda "tupé" le borré la firma y le coloqué la mía".
Pese a ser descubierta la treta, Wiedner logró reivindicarse y llegó incluso a convertirse en director artístico de Sucesos, antes de incorporarse en el año 1912 al equipo artístico de revista Zig-Zag. Para ambas publicaciones produjo caricaturas de personajes de actualidad que reflejan su talento superlativo como dibujante, el extraordinario uso del color -quizás, su rasgo estilístico más característico-, y la densidad expresiva de la que dotaba a sus figuras.
Posteriormente regresó a Buenos Aires, donde retomó el oficio litográfico y continuó recibiendo algunos encargos editoriales, como los dibujos que realizó para publicaciones educativas como la Historia Natural Ediar, publicada en 1940.